# Weilerita
La weilerita és un mineral de la classe dels fosfats que pertany al grup de la beudantita. Rep el nom de Weiler, a Alemanya, a on es troba la mina Michael, la seva localitat tipus.

## Característiques
La weilerita és un arsenat sulfat de fórmula química BaAl₃(AsO₄)(SO₄)(OH)₆. Va ser redefinida i aprovada com a espècie vàlida per l'Associació Mineralògica Internacional l'any 1987. Originalment era considerara com un sinònim de l'arsenogorceixita ja que es desconeixia el contingut exacte de sulfat. Cristal·litza en el sistema hexagonal.
Segons la classificació de Nickel-Strunz pertany a «08.BL: Fosfats, etc. amb anions addicionals, sense H₂O, amb cations de mida mitjana i gran, (OH, etc.):RO₄ = 3:1» juntament amb els següents minerals: beudantita, corkita, hidalgoïta, hinsdalita, kemmlitzita, svanbergita, woodhouseïta, gal·lobeudantita, arsenogoyazita, arsenogorceixita, arsenocrandal·lita, benauita, crandal·lita, dussertita, eylettersita, gorceixita, goyazita, kintoreïta, philipsbornita, plumbogummita, segnitita, springcreekita, arsenoflorencita-(La), arsenoflorencita-(Nd), arsenoflorencita-(Ce), florencita-(Ce), florencita-(La), florencita-(Nd), waylandita, zaïrita, arsenowaylandita, graulichita-(Ce), florencita-(Sm), viitaniemiïta i pattersonita.

## Formació i jaciments
Va ser descoberta a la mina Michael, a la localitat de Weiler, dins la regió de Friburg (Baden-Württemberg, Alemanya). També ha estat descrita em altres mines properes, així com a Grècia i Austràlia.